# Estádio do Clube Desportivo das Aves
Das Estádio do Clube Desportivo das Aves ist ein Fußballstadion mit Leichtathletikanlage in der portugiesischen Kleinstadt Vila das Aves (Gemeinde Santo Tirso). Es ist die Heimspielstätte der Fußballvereine Desportivo Aves und AVS Futebol SAD.

## Geschichte
Das Stadion wurde 1981 nach Plänen des Architekten Rua Luís Gonzaga Mendes de Carvalho errichtet und fasst heute 6.230 Zuschauer. Seither wurde es mehrfach renoviert. Die Umkleidekabinen wurde 2000 erneuert, die Haupttribüne wurde in der Saison 2006/07 mit Sitzplätzen ausgestattet. 